# Contea di Zhecheng
La contea di Zhecheng (柘城县S, Zhéchéng XiànP) è una contea della Cina, situata nella provincia di Henan e amministrata dalla prefettura di Shangqiu.